# 本康親王
本康親王（もとやすしんのう）は、仁明天皇の第五皇子。母は参議滋野貞主女・縄子。官位は一品・式部卿。八条宮と号した。

## 経歴
承和15年（848年）元服。仁明朝末の嘉祥2年（849年）四品に叙せられ、翌嘉祥3年（850年）上野太守に任ぜられる。
清和朝の貞観2年（860年）弾正尹、貞観5年（863年）兵部卿を歴任し、貞観13年（871年）三品に叙せられた。陽成朝に入り、元慶7年（883年）二品に叙せられ、翌元慶8年（884年）式部卿に任ぜられている。その後は長く式部卿を務め、時期は不明ながら一品に叙せられた。
醍醐朝の延喜元年（902年）12月14日薨去。最終官位は一品式部卿。

## 人物
香の調合に優れた。現存する日本最古の薫物指南書である『薫集類抄』に処方が伝わる21種の薫物のうち、5種（梅花・侍従・黒方・薫衣香・百和香）で本康親王による処方が伝わっている。その方法は沈香を主に甲香・丁子・白檀などを合わせ、1日酒につけたあと乾かしたり、一晩馬糞の下に埋める、といった独特のものであった。また、『源氏物語』において紫の上が「八条の式部卿の御方を伝へて」とあり、本康親王による薫物の処方を伝授していた設定となっている。
日記『八条式部卿私記』があり、朝廷公事の記録を主目的とした私日記の先驅的存在と見なされている。日記自体は散逸したが、一部が『西宮記』に逸文として伝わっている。
勅撰歌人として、『続後撰和歌集』に和歌作品1首が入集している。また、70歳の賀において紀貫之・素性法師が詠んだ和歌が『古今和歌集』に採録されている。
「琴師」と呼ばれた高橋文室麻呂から琴を学び、本康親王の琴の演奏に感動した菅原道真が作った漢詩「感吏部王弾琴、応制（一絶）」が残っている 。

## 官歴
注記のないものは『六国史』による。
- 承和3年（836年） 11月3日：賜近江国野洲郡空閑地35町
- 承和4年（837年） 正月22日：賜河内国荒廃田30町
- 承和15年（848年） 4月14日：元服
- 嘉祥2年（849年） 正月7日：四品
- 嘉祥3年（850年） 正月15日：上野太守。5月17日：上野太守
- 貞観2年（860年） 2月14日：弾正尹、上総太守如故
- 貞観5年（863年） 2月10日：兵部卿。2月14日：帯剣
- 貞観11年（869年） 2月16日：兼上総太守
- 貞観13年（871年） 正月7日：三品
- 貞観18年（876年） 12月26日：兼大宰帥
- 元慶7年（883年） 正月7日：二品
- 元慶8年（884年） 3月9日：式部卿
- 時期不詳：一品
- 寛平元年（889年） 11月19日：聴輦車[9]
- 延喜元年（902年）12月14日：薨去（一品式部卿）[10]

## 系譜
『系図纂要』による。
- 父：仁明天皇
- 母：滋野縄子（滋野貞主の娘）
- 生母不詳の子女
  - 男子：雅望王
  - 男子：行忠王
  - 男子：修平王
  - 男子：惟時王
  - 男子：源兼似
  - 男子：源兼仁
  - 男子：源朝鑑
  - 男子：源朝憲
  - 男子：源保望
  - 男子：源由道
  - 女子：廉子女王（?-935） - 藤原時平正室
  - 女子：元子女王